# Namizni tenis
Namizni tenis (tudi ping pong) je igra pri kateri dva ali več igralcev odbijajo žogico z loparji za namizni tenis na mizi, razdeljeni z mrežo. Igralci morajo odbiti žogo po prvem odboju od mize na njihovi strani in jo poslati na drugo stran, tako da se ta spet odbije od mize. Namizni tenis spada med najbolj razširjene panoge na svetu in je najbolj razširjen na Kitajskem.
Igranje namiznega tenisa v tekmovalnem smislu je zelo zahtevno. Zahteve v igri so velike, čeprav energetska poraba v kratkem času ni posebno velika. Igra poteka na osnovi predvidevanja, ker bi samo na osnovi enostavnega signala – ko vidimo kam žogica leti – zaradi velike hitrosti žoge in majhnega prostora ne mogli igrati. To pomeni, da so igralne zahteve glede hitrosti reagiranja in hitrosti izvedbe gibov zelo velike.

## Zgodovina
Nekateri viri navajajo, da so na kitajskem dvoru že pred skoraj dva tisoč leti igrali igro podobno današnjemu namiznemu tenisu. Igro, ki je bila nekakšna mešanica tenisa, namiznega tenisa in badmintona, pša so igrali v 15. stoletju na indo-kitajskem polotoku. Po uvedbi celuolidne žogice leta 1900 je firma Hamley Brothers igro registrirala pod imenom ping-pong in od takrat naprej se je zelo hitro razvijala. Leta 1903 tiskano poročilo prinaša napotke o obleki pri igri in nasvete o tehniki igre, drži loparja ter taktične nasvete. Namizni tenis (ime je igra dobila zaradi verjetnega skupnega porekla in podobnosti s tenisom) se je nato razvijal v »pravo« športno panogo, ki jo trenutno tekmovalno igra okoli 40 milijonov športnikov (po oceni ITTF – Mednarodne NT zveze) in še mnogo več rekreativnih igralk in igralcev. V Sloveniji je bil prvi center namiznega tenisa v Murski Soboti, od tam pa se je igra razširila drugam in mnoge igralke, mnogi igralci iz raznih krajev Slovenije so uspešno nastopali na svetovnih in evropskih tekmovanjih. Namizni tenis je od leta 1988 tudi olimpijski šport.

## Rekviziti
Miza je pravokotne oblike, dolžina 274 cm, širina 152,2 cm in višina igralne površine 76 cm nad tlemi. Lahko je iz kateregakoli materiala, kriterij pa je višina odskoka standardizirane žoge, ki mora biti spuščena iz višine 30 cm odskočit 23 cm. Mora biti temne in mat barve, stranski robovi so 2 cm široki in bele barve, srednja črta za dvojice pa 3 mm široka in tudi bele barve.
Mreža je visoka 15,25 cm, prav toliko so oddaljena stojala za mrežo izven igralne površine na vsako stran. Skozi gornji rob mora biti napeljana vrvica, spodnje del mreže pa se mora prilegati igralni površini.
Žoga mora biti okrogla, iz celulolida ali podobne plastike, premer je 40 mm, teža je 2,7 grama in je lahko bele ali oranžne barve.
Lopar je lahko kakršne koli oblike, velikosti in teže; leseni del mora biti raven in posamezne plasti morajo biti iz enega dela; na lesenem delu mora biti – razen kar sodi k držaju loparja – obloga, ki je lahko samo iz gume z »zobci« obrnjenimi navzven ali pa kombinacija gobe (spužve) in gume z zobci (sandwich), ki so lahko obrnjeni navzven (imenujemo soft) ali navznoter (imenujemo backside). Debelina gumijaste obloge je lahko največ 2 mm, soft in backside obloge pa največ 4 mm vključno z lepilom; oblogi morata biti dvobarvni, na eni strani črna, na drugi rdeča; igralka oz. igralec mora na začetku dvoboja (ali če ga menja) lopar pokazati sodniku ali nasprotniku če ta želi.

## Pravila igre
. Če je rezultat 10:10, se igra nadaljuje do razlike dveh točk, server se po tem rezultatu menja za vsako točko, medtem ko se do 10:10 menja na vsaki 2 točki. Igra se na tri ali štiri (posamezno v članskih kategorijah) »dobljene« sete. Po vsakem setu igralke, igralci menjajo strani igranja, prav tako tudi v odločilnem tretjem ali petem setu, ko ena (eden) ali dvojica doseže 5 točk. Trener lahko daje nasvete le v odmoru med setoma (1 minuti), sicer ga sodnik opomni in ga lahko tudi oddalji od tekmovalne arene. V zadnji sezoni se uveljavlja pravilo time-outa, ki ga lahko trener ali igralec-ka, zahteva enkrat med dvobojem in traja le eno minuto. Set lahko najdlje traja 15 minut. Če oba igralca ali dvojici nista dosegli 5 točk, po 15 minutah sodnik igro prekine in od takrat naprej – do konca seta in ostale sete od začetka do konca – mora server v 13 udarcih (vključno se servisom) doseči točko, sicer jo izgubi. Server se menja za vsako točko. Sodnik šteje udarce branilca servisa, če ta 13. udarec pravilno vrne, dobi točko.